# The Linguists
The Linguists é um documentário independente dos Estados Unidos de 2008 produzido pela Ironbound Films sobre extinção de línguas e documentação linguística. Ele segue dois linguistas: Greg Anderson, do Living Tongues Institute for Endangered Languages, e David Harrison, do Swarthmore College, enquanto eles viajam ao redor do mundo para coletar gravações de alguns dos últimos falantes de várias línguas moribundas. Eles tratam da língua chulym, na Sibéria; chemehuevi, no Arizona; sora, em Orissa, na Índia; e kallawaya, na Bolívia.

## Produção
Seth Kramer, um dos diretores, descreve como teve a ideia de The Linguists quando, em Vilnius, Lituânia, não conseguia ler inscrições em iídiche em um caminho, apesar de sua herança judaica. Ele se juntou a Daniel A. Miller em 2003 para formar a Ironbound Films e recebeu uma doação de US$ 520.000 da Fundação Nacional da Ciência para apoiar o filme. Mais tarde, em 2003, os diretores escolheram Anderson e Harrison para serem os protagonistas do filme. Em 2004, o diretor Jeremy Newberger juntou-se ao projeto.
Demorou três anos para filmar The Linguists, e durante esse tempo foram coletadas mais de 200 horas de filme. Durante esse tempo, o elenco e a equipe viajaram para inúmeras áreas remotas que um repórter descreve como "esquecidas por Deus", e lidaram com doenças físicas, como o mal da montanha.
O filme foi concluído em agosto de 2007.

## Conteúdo
O documentário começa com o fato de que uma grande proporção das línguas do mundo (metade, de um total de 7 000, segundo o filme) estão em extinção. Os dois protagonistas do filme, Anderson e Harrison, decidiram reunir gravações de várias línguas ameaçadas de extinção, a fim de documentar essas línguas mais tarde, e educar os espectadores sobre a atual taxa de extinção de línguas. No processo, eles viajam para as montanhas dos Andes na América do Sul, para aldeias na Sibéria, para internatos ingleses em Odisha, na Índia, e para uma reserva indígena americana no Arizona.
O filme aborda questões que incluem a disseminação das principais línguas globais e como elas contribuem para a extinção das línguas; razões políticas e sociais pelas quais algumas línguas foram reprimidas; e razões pelas quais a revitalização e a documentação linguística são importantes (incluindo a manutenção de um registro científico dessa língua e a preservação do conhecimento e da história local únicos que só são transmitidos na língua local).

## Recepção
O filme foi exibido no Festival de Cinema de Sundance de 2008, e mais tarde teve sucesso no "circuito de filmes independentes". Também recebeu atenção da comunidade linguística em sites como o Language Log.
O filme foi elogiado como "o assunto da cidade em Sundance"; "uma jornada fascinante"; "engraçado, esclarecedor e, em última análise, edificante"; "uma piada"; e "desgrenhado e agridoce". Embora tenha recebido algumas críticas menores por sua edição instável e confusa, o assunto foi chamado de "fascinante" e "atraente" e a aventura dos protagonistas do filme foi comparada com a de Indiana Jones.